# Aviavilsa
Aviavilsa (mã ICAO = LVR) là hãng hàng không của Litva, trụ sở ở Vilnius. Căn cứ của hãng ở Sân bay quốc tế Vilnius.

## Lịch sử
Aviavilsa được thành lập năm 1998 và bắt đầu hoạt động từ năm 1999. Hãng đảm nhận việc vận chuyển hàng hóa theo tuyến đường cố định và thuê bao, cũng như bảo trì loại máy bay Antonov An-26 cho các hãng khác. Hãng hiện có 30 nhân viên.

## Đội máy bay
(Tháng 1/2008):
- 1 Antonov An-26
- 1 Antonov An-26B
- 1 ATR 42-300F